# Траворезы
Траворезы (лат. Phytotoma) — род воробьиных птиц из семейства котинговых.
Это сильные птицы открытых лесов, кустарников и сельскохозяйственных угодий в южной и западной частях Южной Америки. Они напоминают зябликов и относятся к числу немногих преимущественно листоядных птиц, хотя питаются также фруктами, ягодами и цветами. Общее название — отсылка к их коротким клювам с тонкими зазубринами вдоль режущей кромки - приспособление для резки растительного материала.
Выражен половой диморфизм, у самцов чёрные крылья с белыми пятнами и, по крайней мере, частично рыжая нижняя часть. Оперение самок серовато-белое или буровато-белое с густыми тёмными прожилками.
Эти птицы образуют пары, откладывают в гнездо на дереве 2-4 коричнево-пятнистых зеленых яйца. Насиживает только самка, но оба пола участвуют в строительстве гнезда и кормлении птенцов. Птенцы питаются почти исключительно насекомыми.
В этом семействе всего 3 вида, обитающих в Латинской Америке. Местные жители называют птиц «рариту» или «рару» - именно этими звуками можно передать крайне неприятный для человеческого уха крик травореза.

## Виды
Международный союз орнитологов относит к роду три вида:
| Изображение | Научное название                      | Общее Название        | Распространение              |
| ----------- | ------------------------------------- | --------------------- | ---------------------------- |
|             | Phytotoma rutila Vieillot, 1818       | Красногрудый траворез | Низменности к востоку от Анд |
|             | Phytotoma rara Molina, 1782           | Чилийский траворез    | Чили и западная Аргентина    |
|             | Phytotoma raimondii Taczanowski, 1883 | Перуанский траворез   | Северо-запад Перу            |